# もう一度、逢いたくて旅にでた。
『ヤクルトPresents もう一度、逢いたくて旅にでた。』（ヤクルトプレゼンツ もういちど、あいたくてたびにでた。）は、2023年2月14日21:00 - 22:54に日本テレビ系列で放送されたドキュメントバラエティ番組・特別番組である。ヤクルト本社の一社提供。
第1回放送分は、番組自体は事前に収録されていたが、出演者のスケジュールの都合上放送日の間近に収録したため、喋った内容が数秒遅れて表示されるリアルタイム字幕放送を実施した。

## 概要
各界で活躍する有名人が、「もう一度逢いたい」「お礼の気持ちを伝えたい」人に、心を込めた贈り物を届けるために旅をする。

## 出演者
MC
- サンドウィッチマン（伊達みきお・富澤たけし）
- 松坂桃李

再会を果たす旅人
- 波瑠
- 桂宮治
- タサン志麻（伝説の家政婦）

見届け人
- 佐藤栞里
- 瀬戸朝香
- 高橋茂雄（サバンナ）

進行
- 石川みなみ（日テレアナウンサー）

## ネット局
| 放送対象地域   | 放送局                    | 系列           | 放送時間                         | ネット状況 |
| -------------- | ------------------------- | -------------- | -------------------------------- | ---------- |
| 関東広域圏     | 日本テレビ（NTV）         | 日本テレビ系列 | 2023年2月14日（火）21:00 - 22:54 | 【制作局】 |
| 北海道         | 札幌テレビ（STV）         | 日本テレビ系列 | 2023年2月14日（火）21:00 - 22:54 | 同時ネット |
| 青森県         | 青森放送（RAB）           | 日本テレビ系列 | 2023年2月14日（火）21:00 - 22:54 | 同時ネット |
| 岩手県         | テレビ岩手（TVI）         | 日本テレビ系列 | 2023年2月14日（火）21:00 - 22:54 | 同時ネット |
| 宮城県         | ミヤギテレビ（MMT）       | 日本テレビ系列 | 2023年2月14日（火）21:00 - 22:54 | 同時ネット |
| 秋田県         | 秋田放送（ABS）           | 日本テレビ系列 | 2023年2月14日（火）21:00 - 22:54 | 同時ネット |
| 山形県         | 山形放送（YBC）           | 日本テレビ系列 | 2023年2月14日（火）21:00 - 22:54 | 同時ネット |
| 福島県         | 福島中央テレビ（FCT）     | 日本テレビ系列 | 2023年2月14日（火）21:00 - 22:54 | 同時ネット |
| 新潟県         | テレビ新潟（TeNY）        | 日本テレビ系列 | 2023年2月14日（火）21:00 - 22:54 | 同時ネット |
| 長野県         | テレビ信州（TSB）         | 日本テレビ系列 | 2023年2月14日（火）21:00 - 22:54 | 同時ネット |
| 山梨県         | 山梨放送（YBS）           | 日本テレビ系列 | 2023年2月14日（火）21:00 - 22:54 | 同時ネット |
| 静岡県         | 静岡第一テレビ（SDT）     | 日本テレビ系列 | 2023年2月14日（火）21:00 - 22:54 | 同時ネット |
| 中京広域圏     | 中京テレビ（CTV）         | 日本テレビ系列 | 2023年2月14日（火）21:00 - 22:54 | 同時ネット |
| 富山県         | 北日本放送（KNB）         | 日本テレビ系列 | 2023年2月14日（火）21:00 - 22:54 | 同時ネット |
| 石川県         | テレビ金沢（KTK）         | 日本テレビ系列 | 2023年2月14日（火）21:00 - 22:54 | 同時ネット |
| 福井県         | 福井放送（FBC）           | 日本テレビ系列 | 2023年2月14日（火）21:00 - 22:54 | 同時ネット |
| 近畿広域圏     | 読売テレビ（ytv）         | 日本テレビ系列 | 2023年2月14日（火）21:00 - 22:54 | 同時ネット |
| 鳥取県・島根県 | 日本海テレビ（NKT）       | 日本テレビ系列 | 2023年2月14日（火）21:00 - 22:54 | 同時ネット |
| 広島県         | 広島テレビ（HTV）         | 日本テレビ系列 | 2023年2月14日（火）21:00 - 22:54 | 同時ネット |
| 山口県         | 山口放送（KRY）           | 日本テレビ系列 | 2023年2月14日（火）21:00 - 22:54 | 同時ネット |
| 徳島県         | 四国放送（JRT）           | 日本テレビ系列 | 2023年2月14日（火）21:00 - 22:54 | 同時ネット |
| 香川県・岡山県 | 西日本放送（RNC）         | 日本テレビ系列 | 2023年2月14日（火）21:00 - 22:54 | 同時ネット |
| 愛媛県         | 南海放送（RNB）           | 日本テレビ系列 | 2023年2月14日（火）21:00 - 22:54 | 同時ネット |
| 高知県         | 高知放送（RKC）           | 日本テレビ系列 | 2023年2月14日（火）21:00 - 22:54 | 同時ネット |
| 福岡県         | 福岡放送（FBS）           | 日本テレビ系列 | 2023年2月14日（火）21:00 - 22:54 | 同時ネット |
| 長崎県         | 長崎国際テレビ（NIB）     | 日本テレビ系列 | 2023年2月14日（火）21:00 - 22:54 | 同時ネット |
| 熊本県         | くまもと県民テレビ（KKT） | 日本テレビ系列 | 2023年2月14日（火）21:00 - 22:54 | 同時ネット |
| 鹿児島県       | 鹿児島読売テレビ（KYT）   | 日本テレビ系列 | 2023年2月14日（火）21:00 - 22:54 | 同時ネット |

## スタッフ
- 企画・演出：水嶋陽
- 企画・構成：石塚祐介
- 構成：大谷裕一
- ナレーション：あおい洋一郎
- TM：鎌倉和由
- SW：岩永雄允
- CAM：大庭茂嗣
- MIX：依田真和
- VE：山口郁馬
- 照明：加藤明穂
- 美術プロデューサー：高野泰人
- デザイン：熊崎真知子
- メイク：奥松かつら
- 大道具：萩瑞樹
- 装飾：東村歩実
- 小道具：森川望実
- 編集：山野井太郎
- MA：田倉学
- 音効：鈴木信行
- TK：竹島祐子、坂本幸子
- リサーチ：神谷翔
- CG：森三平
- フランスコーディネーター：横島朋子
- 技術協力：NiTRO、DEEP カメラ：久村誠次、イカロス、テクノマックスビデオセンター
- 美術協力：日テレアート
- 協力：武蔵小山商店街振興組合、戸越銀座商店街連合会、品川区フィルムコミッション、日本工業大学、平岡精肉店、地図提供：(株)平凡社地図出版©ROOTS製作委員会、istock、slyellow/stock.adobe.com
- 営業：安部尚人
- デスク：本郷直
- ディレクター：満冨洋隆・田野辺陽平・松本尚也（日企）、森谷将、角尚紀、竹川里沙、山田絵里加、酒井萌美、高島弘明、マリク沙世武、友常沙紀
- 演出：高木悟（日企）
- プロデューサー：森山琢哉、竹下美佐・須藤大介（日企）、海老澤友美子、中澤亜友、森美紀子
- 統轄プロデューサー：福田一寛
- チーフプロデューサー：新井秀和
- 制作協力：日企
- 製作著作：日テレ